# Winkelried (Schiff, 1824)
Die Winkelried, manchmal auch Le Winkelried oder Winkelried I, benannt nach Arnold Winkelried, war das zweite Dampfschiff auf dem Genfersee.

## Geschichte
Nach dem Erfolg der Guillaume Tell wird am 15. August 1923 in Genf eine zweite konkurrierende Gesellschaft zum Betrieb eines Dampfschiffes gegründet. Die Enterprise de Winkelried besorgt sich bei Mauriac in Bordeaux ein Schiff, das wesentlich grösser als die ebenfalls von Mauriac gebaut Guillaume Tell ist. Die Dampfmaschine stammt aus England. Der Zusammenbau der Winkelried wurde durch Henri Dufour überwacht, der während des Sonderbundskriegs General der Schweizer Armee wurde. Die Baukosten beliefen sich auf 125 000 Franken. Der Stapellauf erfolgte am 14. Juli 1824.
Ab 1829 bildet die Enterprise de Winkelried mit der Société du Bateau à vapeur le Guillaume Tell, der Besitzerin der Guillaume Tell eine Betriebsgemeinschaft, die 1835 die beiden Unternehmen zur Compagnie Genevoise des Bateaux à vapeur réunis fusionieren lässt.
Das Schiff wird 1842 ausser Betrieb gestellt und abgebrochen.

## Technik
Das 30 m lange Schiff war ein Glattdeckdampfer mit hölzernem Rumpf, der ausser den Radkästen keine Aufbauten auf dem Hauptdeck aufwies. Der Antrieb erfolgte wahrscheinlich über eine Niederdruck-Dampfmaschine mit Balancier. Das Schiff konnte 300 Personen transportieren.